# Yombe
El yombe (o bayombe, kiombe, etc) és una llengua bantu del grup H que parlen els yombes a la República Democràtica del Congo, a la República del Congo i a Angola. El seu codi ISO 639-3 és yom i el seu codi al glottolog és yomb1244.

## Geolingüística i estadístiques
A la República Democràtica del Congo el 2002 hi havia 669.000 yombes (o 912.000 segons el joshuaproject). Aquests viuen a l'oest de l'antiga província del Baix Congo (actualment el Kongo central).
A la República del Congo el 2000 n'hi havia 348.000 (517.000 segons el joshuaproject) a la zona sud-occidental del país, veïna amb la província de Cabinda, a prop de la ciutat de Dolisie.
El 2000 també hi havia 39.400 yombes al nord de Cabinda, enclavament d'Angola (57.000 segons el joshuaproject).

## Família lingüística
El yombe forma part de les llengües kongo (H.16), que són un subgrup del grup H de les llengües bantus. Les altres llengües del mateix grup són el Kongo, San Salvador, el koongo i el laari. Cal distingir aquesta llengua del dialecte kiyombe del koongo, del vili i del koongo.

## Dialectes
Els dialectes del yombe són el mbala (mumbala), el vungunya (kivungunya o yombe clàssic).

## Sociolingüística, estatus i ús de la llengua
El yombe és una llengua desenvolupada (EGIDS 5): gaudeix d'un ús vigorós, té literatura i està estandarditzada, tot i que no és totalment sostenible. S'escriu en alfabet llatí.